# Dai Guohong
Dans ce nom chinois, le nom de famille, Dai, précède le nom personnel.
Dai Guohong, née le 3 septembre 1977 à Liaoyang, est une nageuse chinoise.

## Palmarès
- Championnats du monde
  - Rome 1994
    -  Médaille d'or sur 400 mètres quatre nages
    -  Médaille d'or sur le relais 4×100 mètres quatre nages
    -  Médaille d'argent sur 100 mètres brasse

- Championnats du monde en petit bassin
  - Palma de Majorque 1993
    -  Médaille d'or sur 100 mètres brasse
    -  Médaille d'or sur 200 mètres brasse
    -  Médaille d'or sur 400 mètres quatre nages
    -  Médaille d'or sur le relais 4×100 mètres quatre nages
    -  Médaille d'argent sur 200 mètres quatre nages

- Jeux asiatiques
  - Hiroshima 1994
    -  Médaille d'or sur 100 mètres brasse
    -  Médaille d'or sur 200 mètres quatre nages
    -  Médaille d'or sur le relais 4×100 mètres quatre nages
    -  Médaille d'argent sur 200 mètres brasse
    -  Médaille d'argent sur 400 mètres quatre nages